# Benjamin Bassin
Benjamin Bassin (Helsinki, 18 januari 1944 - aldaar 27 maart 2018) was een Finse ambassadeur en was lid van de Club van Rome.
Bassin was ambassadeur van Finland in de volgende landen:
- 1983-1986: Japan
- 1986-1990: Thailand
- 1995-2001: India
- 2001-2005: China